# Grizzy et les Lemmings
Grizzy et les Lemmings (Grizzy and the Lemmings) est une série d'animation 3D française en 312 épisodes de sept minutes créée par Josselin Charier et Antoine Rodelet, produite par Hari (anciennement Studio Hari), distribuée par Hari International, et diffusée d'abord au Royaume-Uni à partir du 8 août 2015 sur Boomerang, au Québec depuis le 17 décembre 2016 à Télé-Québec, et en France à partir du 31 décembre 2016 sur France 3 dans la case jeunesse Ludo.
Les créations graphiques sont de Bertrand Gatignol pour les personnages et Édouard Cellura et Alexandre de Broca pour les décors. En janvier 2019, Hari annonce le développement d'une troisième saison, intitulée Grizzy & Les Lemmings autour du monde.
Une quatrième saison est annoncée. La saison 4 est diffusée depuis le 26 août 2024 sur France 4.

## Synopsis
Dans une réserve naturelle, Grizzy, gros ours placide et chapardeur, vit comme un roi dans la forêt canadienne, n'hésitant pas à s'approprier la cabane du garde forestier dès que celui-ci a le dos tourné, afin de se détendre et jouir du confort et des nombreuses commodités qu'offre l'habitation. Parce qu’il est au sommet de la chaîne alimentaire, l’ours estime parfaitement légitime que la cabane lui revienne, dès que son propriétaire s’en éloigne. Aucun animal, c'est sûr, n’oserait contester les avantages de l'ours. Seuls les lemmings, de petits mammifères facétieux, lui contestent ses privilèges. Ils sont tous prêts à en découdre pour profiter des joies de la cabane, dont la plupart des objets du quotidien vont les faire se rentrer en conflit de manière constante...
La cohabitation ne sera certainement pas de tout repos !

## Fiche technique
- Réalisateurs saison 1 : Victor Moulin, Cédric Lachenaud, Clément Girard, Alexandre Wahl
- Scénaristes saison 1 : Josselin Charier, Antoine Rodelet, Alexandre So, Victor Moulin, Fanny Marseau, Alexandre Wahl, Simon Lecocq, Valérie Chappellet, Clément Girard, Cédric Lachenaud, Alexandre Wahl, Sébastien Guérout
- Réalisateurs saison 2 : Victor Moulin, Cédric Lachenaud, Alexandre Wahl, Corentin Lecourt, Idriss Benseghir, Célestine Jacquel-Plays
- Scénaristes saison 2 : Josselin Charier, Antoine Rodelet, Simon Lecocq, Valérie Chappellet, Clément Girard, Victor Moulin, Corentin Lecourt, Idriss Benseghir, Célestine Jacquel-Plays, Cédric Lachenaud, Alexandre Wahl, Sébastien Guérout, Alexandre So
- Réalisateurs saison 3 : Victor Moulin, Cédric Lachenaud, Célestine Jacquel-Plays, Idriss Benseghir, Corentin Lecourt
- Scénaristes saison 3 : Josselin Charier, Antoine Rodelet, Victor Moulin, Corentin Lecourt, Idriss Benseghir, Célestine Jacquel-Plays, Cédric Lachenaud, Alexandre So
- Réalisateurs saison 4 : Camille Scarella, Alexis de Jesus Costa, Timothée Mironneau, Arthur Moncla, Cédric Lachenaud
- Scénaristes saison 4 : Josselin Charier, Antoine Rodelet, Erwan Nosal, Victor Moulin, Célestine Jacquel-Plays, Cédric Lachenaud, Camille Scarella, Alexis de Jesus Costa, Camille Béatrix-Drouhet, Arthur Moncla

## Voix
- Pierre-Alain de Garrigues : Grizzy, Ourse (dont Grizzy est amoureux)
- Josselin Charier : Lemmings

## Épisodes
- Si vous ne connaissez pas le sujet, laissez ce bandeau (vous pouvez alors contacter les auteurs).
- Si vous supprimez le contenu mis en cause (vous pouvez préalablement contacter les auteurs),

argumentez précisément cette suppression dans la page de discussion
(un manque de référence n'est pas un argument ; une recherche réelle de référence doit avoir été effectuée, être formellement documentée).
| Saisons | Épisodes | Début              | Fin               |
| ------- | -------- | ------------------ | ----------------- |
| 1       | 78       | 7 novembre 2015    | 12 septembre 2017 |
| 2       | 78       | 1er septembre 2018 | 24 mai 2021       |
| 3       | 78       | 28 août 2021       | 27 février 2023   |
| 4       | 78       | 26 août 2024       | 23 février 2025   |

TOTAL : 312 épisodes

### Saison 1 (2015–2016)
1. Ours polaire
2. Ours à tartiner
3. Ours cellulaire
4. Jurassic ours
5. Extrême fitness
6. Robots domestiques
7. Contrôle des masses
8. Ours sous contrôle
9. Pop corn party
10. Danse avec les ours
11. Échange standard
12. Lemming Tonic
13. Ours à gratter
14. Ours à sec
15. Spider Lemmings
16. Ours aléatoire
17. Ours à l'antenne
18. Ours à haute tension
19. Ours au parfum
20. Coup de pot d'ours
21. Ours magnétique
22. Ours charmant
23. Le meilleur ami de l'ours
24. Super Grizzy Bros
25. Faux frère
26. Tête à l'envers
27. Problème de taille
28. Ours au trésor
29. Au service de sa corpulence
30. Œuvre d'ours
31. Happy Birthday Lemming
32. Flower Power
33. Téléportez, c'est gagné
34. Ours à rebours
35. Lemmings airlines
36. Ours relax
37. Ça plane pour l'ours
38. Sur un air de lemming
39. Ours dans le vent
40. Ours de construction
41. Kung Fu Lemmings
42. Songe d'une nuit d'ours
43. Secret de fabrication
44. Ours Bling-bling
45. Ours = mc2
46. Doudou Vaudou
47. Fausse impression
48. Inspecteur Grizzy
49. Défense d'entrer
50. Indigestion de lemmings
51. Sonate en ours majeur
52. Fractions d'ours
53. L'ours aux œufs d'or
54. Formation minute
55. De mémoire d'ours
56. Lemmings chimiques
57. Pilotage à distance
58. L'ours et le papillon
59. Lâche-moi les baskets
60. Baby-sitting
61. Ours à double tour
62. Le Lemming blues
63. Lemmings des neiges
64. Ours augmenté
65. Lemmings sous pression
66. Lemmings en orbite
67. Raton renifleur
68. Transformours
69. Ours secoué
70. Piñata Party
71. Jeu de l'ours
72. Ranger Lemming
73. Ours d'Halloween
74. Ours propre
75. Esprits vagabonds
76. Miroir, mon beau miroir
77. Grizzy l'enchanteur
78. Ours mal luné

### Saison 2 (2018–2019)
1. Camping sauvage
2. De la glace et des ours
3. Ours embarqué
4. Ours de jouvence
5. Lemmings à bloc
6. Ours intemporel
7. Ours irrésistible
8. Mouche à Yummy
9. L'appel de l'ours
10. Ours sans gravité
11. Coups de chapeau
12. Pas vu pas pris
13. Vil ours, bon ours
14. Conduite à risque
15. Prédictions d'ours
16. Lemming de plage
17. De fourrure et d'épée
18. Planche à Lemmings
19. Photographes animaliers
20. Régime d'ours
21. Gonflage d'ours
22. Ours molletonné
23. Ours à scratch
24. Muscu express
25. Batgrizzy
26. Applis très mobiles
27. Duplicata sauvage
28. Mon voisin l'Ours
29. Zapping sauvage
30. Danger : Lemmings sans limites
31. Ours à rebonds
32. Raton masqué
33. Lemmings révolutions
34. Folie du jeu
35. Avatar de compagnie
36. Génie animal
37. Personnalités contrariées
38. Réalité déguisée
39. Plis et replis
40. Ours en cartoon
41. Ours XXL
42. L'habit ne fait pas l'ours
43. Ours à lunettes
44. Ours sous haute protection
45. Manque de visibilité
46. Soins intensifs
47. Lemming gum
48. Lemmings pressés
49. Ours zen
50. Ctrl+Alt+Ours
51. Lemming bowling
52. Chasse aux champignons
53. Ours en l'air
54. Ours en piste
55. Electro Ranger Lemming
56. Ours répulsif
57. Ours du volant
58. Cabane à bascule
59. Plante à Lemmings
60. Ours ciblé
61. Ours boréal
62. Tic tac d'ours
63. Rêves sur commandes
64. Lemmings élémentaires
65. Nounou d'ours
66. Élan arc-en-ciel
67. Ours au radar
68. Effet boule de Lemmings
69. Traficotage aérien
70. Un conte de Lemmings
71. Slam Dunk Lemmings
72. Ours mal léché
73. Ours traversant
74. L'esprit de l'aigle
75. Rock'n'Lemming
76. Lemmings mastoc
77. Ours ancestral
78. Hocus Pocus Lemmingus

### Saison 3 (2021–2022) - Autour du monde
1. Fortune lemming
2. Médecine pas douce
3. Shaolin domestique
4. Ennemis pacifiques
5. La Légende des 7 Lemmings
6. Ours et dragons
7. Coup de bambou
8. Ours dans les nuages
9. Tactique d'ombrelles
10. Ni yin ni yang
11. Ours mécatronique
12. Tai chi lemmings
13. Cabane d'artifice
14. Plongée sauvage
15. Cocochoco
16. Pêche ascensionnelle
17. Piratage à tartiner
18. Virée en mer
19. Lemmings des sables
20. Coaching pas pacifique
21. Ours en eaux troubles
22. Ours antisismique
23. Esprits de compétition
24. Crabe à tout faire
25. Épreuve de confort
26. Cabane hors bors
27. Surcharge parentale
28. Attraction de lemmings
29. Domino extrême
30. Déglaciation sauvage
31. Lemmings thermiques
32. Œuf de substitution
33. La constellation du Lemming
34. Tournez lemmings
35. Super star polaire
36. Mon ami le pingouin
37. Choc thermique !
38. Activités primitives
39. Cabane sur glace
40. Retour de l’être aimé
41. Pouvoirs masqués
42. Lemmings vrombissants
43. Minis ennuis
44. Pour des cacahuètes
45. A portée de groin
46. Safari express
47. Faux fils
48. Le trône de pierre
49. Tam tam Lemming
50. Complètement givré !
51. Dans tes rêves
52. Cabane supervoltaïque
53. Lemmings en gelée
54. 1 + 1 = 1
55. Lancer de Lemmings
56. FrankenGrizzy
57. Lemming sur toile
58. Désaccord musical
59. Un Ours Dans La Bergerie
60. La communauté de la Jelly
61. Mouton de compagnie
62. Joutes Moutons
63. Esprits gourmands
64. Foire aux bouquins
65. Cabane pas commode
66. L'ours, la grenouille et le moustique
67. Battle musicale
68. Décalage solaire
69. Lemmings tiltés
70. Botanique ludique
71. Conflit de générations
72. A bout de souffle
73. Casse-tête aztèque
74. Catch canap
75. Ruée vers l'or
76. Vol à réaction
77. Lucioles à haute tension
78. Crâne de discorde

### Saison 4 (2024-2025) - Autour du Monde
1. Star du jour
2. Dédale Infernal
3. Nid douillet
4. Volonté de Fer
5. Orienté à Souhait
6. Chocolat 24 carats
7. Le Rythme dans le Pot
8. Le Grizming
9. Pour de vrai
10. Arbre à Tartiner
11. Mutations sauvages
12. Dans tous les sens
13. Cabane dans la lune
14. Grizzy académie
15. Biens mérités
16. Programme à la demande
17. Coupe givrée
18. Choco Granito
19. Boulottage express
20. Dressage digital
21. Carotte glacière
22. Mauvais esprit
23. Sons et visions
24. Grizzy des glaces
25. Indigestion de stock
26. Cabane à yéti
27. Famille à la noix
28. Ours mal foulé
29. Bons jetons
30. Bille en tête
31. Bocal 5 étoiles
32. Objet perdu
33. J'en pince pour toi
34. Pirates en vue
35. Panier de crabe
36. L’Odyssée de Grizzy
37. Sables volants
38. Symphonie pour lemmings
39. Cabane intersidérale
40. Jeu, set et paf
41. Termitator
42. Papa malgré lui
43. Lemmings illuminés
44. Cache-cache lemmings
45. Tapage de nocturnes
46. Un amour de frigo
47. Famille d'ours
48. Les dix plaies de grizzy
49. Jeux de bac à sable
50. Gisement chocolaté
51. Luciole party
52. Cabane porte-clés
53. Muraille disco
54. Choco-nouilles
55. Durs à cuire
56. Intelligence artificielle, bêtise naturelle
57. Chacun pour soie
58. Allo Grizzy ? Ici Lemmings !
59. Criquet d'abondance
60. Bruit et lumière
61. Héros malgré lui
62. Haut les masques !
63. Problème à tiroirs
64. Doubles ennuis
65. Happy birthday Grizzy !
66. La guerre des moutons
67. Laine plus ultra
68. Lemmings des bois
69. Bonne fée, mauvaise fée
70. Drôle de rebondissement
71. La bataille de la couronne sacrée
72. Lemming Garou
73. Braquage, poule et yummy
74. Toujours plus haut
75. Sorcellerie du jeu
76. Monstrueux déguisements
77. Le crime était presque Yummy
78. Cabane, mon amour

## Diffusion
La série fut initialement diffusée sur Boomerang au Royaume-Uni et en Irlande dès le 8 août 2015.
Au Québec, la série débute le 17 décembre 2016 à Télé-Québec,.
Il faudra attendre le 31 décembre 2016 pour la première diffusion française, sur France 3, dans la case jeunesse Ludo. La série est rediffusée sur Boomerang depuis le 4 septembre 2017 et sur France 4 à partir du 19 février 2018.
Grizzy et les Lemmings est diffusée aux États-Unis à partir d'avril 2017 sur Boomerang.
En Belgique, la série est diffusée sur OUFtivi depuis septembre 2017. En Pologne, la série est diffusée sur Puls 2.
En Indonésie, cette série télévisée n'a commencé à être diffusée sur ANTV qu'en 2020, mais elle est toujours diffusée sur Boomerang et Cartoon Network jusqu'à présent.
La diffusion de la saison 2 en France commence sur France 3, dans la case jeunesse Ludo le samedi 6 avril 2019.
La plateforme Netflix propose la saison 1 de la série depuis le 15 juillet 2019.
La saison 3 est diffusée en avant-première le 2 juillet 2021 sur la plateforme Okoo et à partir du 28 août 2021 sur France 4.
La saison 4 est diffusée à partir du 26 août 2024 sur la plateforme Okoo.

## Distinctions
- Le 12 février 2018, Grizzy et les Lemmings remporte le Laurier dans la catégorie animation jeunesse, lors de la 23e cérémonie des Lauriers de la radio et de la télévision.
- Le 13 février 2018, Grizzy et les Lemmings remporte le Kidscreen Awards de la meilleure série animée, catégorie Kids, lors du Kidscreen Summit 2018 à Miami[9].
- En avril 2018, Grizzy et les Lemmings obtient un EMIL Award distinguant les meilleurs programmes pour enfants, décerné par le magazine allemand TV Spielfilm[10].
- En octobre 2018, Grizzy et les Lemmings remporte le prix de la meilleure série TV lors du festival international des films d'animation TOFUZI, en Géorgie[11].
- Le 18 mars 2019, Grizzy et les Lemmings remporte le Prix export Animation de TV France International au Trianon, à Paris[12].
- Le 7 septembre 2019, Grizzy et les Lemmings (saison 2) est distinguée par le Prix du meilleur Programme de télévision pour enfants par le festival International Dytiatko en Ukraine[13].
- En octobre 2019, le prix de la Meilleure série d'animation est allé à Grizzy et les Lemmings (saison 2) lors du Festival Voix d'Etoiles[14].
- En mai 2022, Grizzy et les Lemmings (saison 3) remporte le prix du meilleur épisode d'une série TV lors de la 13ème édition du festival international Golden Kuker Bulgarie[15].
- En décembre 2022, Grizzy et les Lemmings (saison 3) remporte le prix SILVER "Short from a series" au festival d'animation de Los Angeles[16].